# مات أندرسون (رياضي)

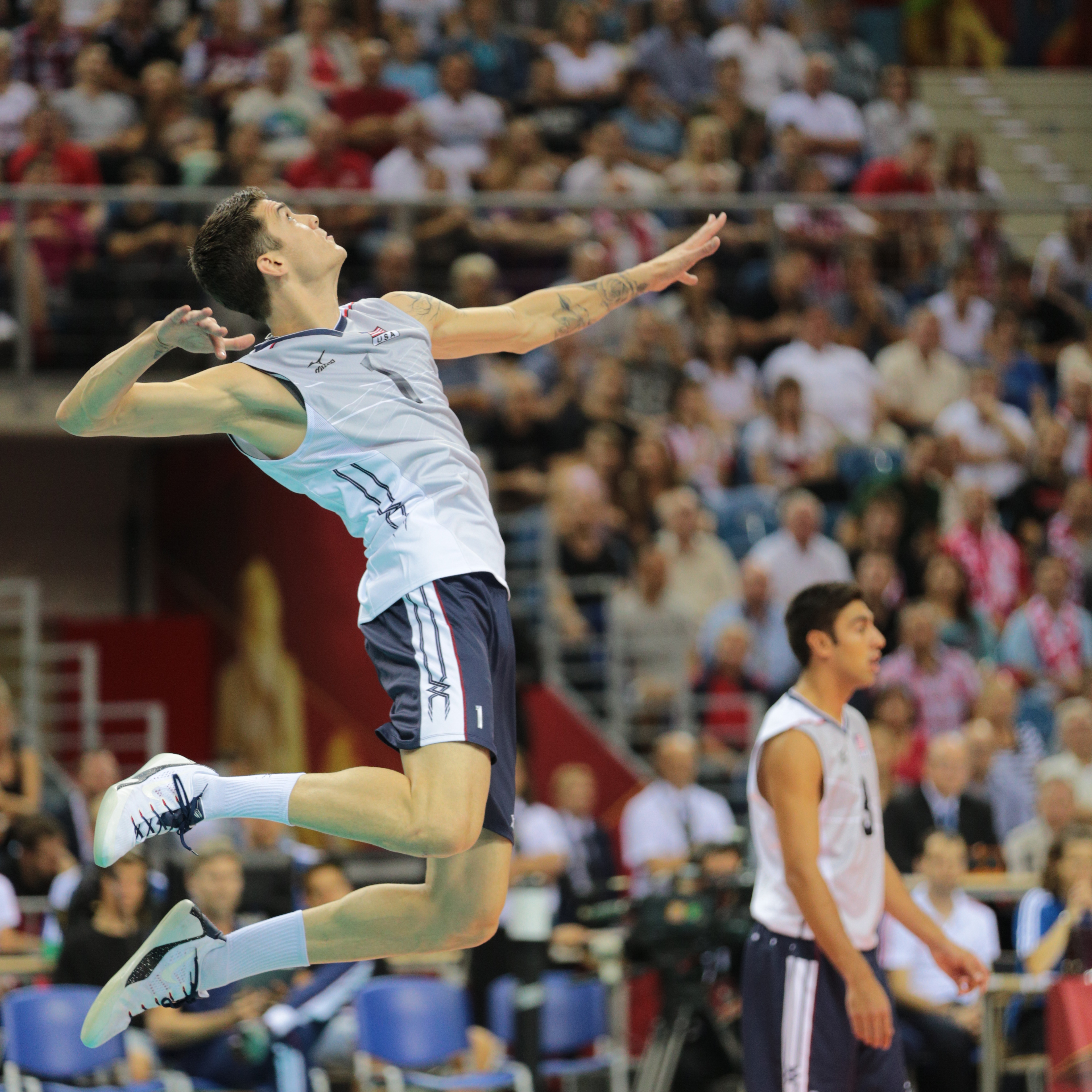
2014 عام

ماثيو جون أندرسون (بالإنجليزية: Matt Anderson) (من مواليد 18 أبريل 1987) هو لاعب أمريكي الكرة الطائرة، وهو عضو في الرجال الولايات المتحدة لكرة الطائرة الوطني والنادي الروسي زينيت كازان، أحد المشاركين في لندن دورة الألعاب الاولمبية عام 2012.

## معلومات الاندية
- النادي الحالي :زينيت كازان
- النادي الأول  : الليونز

## معلومات تقنية
الطول: 2,02 م
الارتقاء في السحق : 3,60 م
الارتقاء في الصد : 3,32 م

## روابط خارجية
- مات أندرسون على موقع الاتحاد الأوروبي (الإنجليزية)
- مات أندرسون على موقع دوري الدرجة الأولى الإيطالي للكرة الطائرة - رجال (الإيطالية)
- مات أندرسون على موقع اللجنة الأولمبية الدولية (الإنجليزية)
- مات أندرسون على موقع أوليمبيديا (الإنجليزية)
- مات أندرسون على موقع اللجنة الأولمبية والبارالمبية الأمريكية (الإنجليزية)